# Хозяин Баллантрэ (фильм, 1984)
«Хозяин Баллантрэ» (англ. The Master of Ballantrae; другое название — «Владетель Баллантрэ») — художественный телефильм, экранизация произведения Роберта Стивенсона.

## Сюжет
Два брата, сыновья влиятельного британского лорда, вступают в конфликт из-за наследства на фоне событий восстания Якобитов. Обстановка лишь более накаляется, когда в дело вступает соперничество  за сердце одной и той же женщины…

## В ролях
- Джон Гилгуд — лорд Дэррисдир
- Майкл Йорк — Джеймс Дьюри, старший сын лорда Дэррисдира
- Ричард Томас — Генри Дьюри, младший сын лорда Дэррисдира
- Тимоти Далтон — полковник Френсис Берк
- Иэн Ричардсон — мистер Маккеллар
- Брайан Блессид — капитан Тич
- Финола Хьюз — Элисон Грэм
- Ким Хикс — Джесси Браун
- Эд Бишоп — Пинкертон
- Николас Грэйс — Секундра (Сикандар) Дасс

## Съёмочная группа
- Режиссёр: Даглас Хикокс
- Продюсер: Хью Бенсон
- Сценарист: Уильям Баст, Роберт Льюис Стивенсон (книга)
- Композитор: Брюс Бротон
- Оператор: Боб Эдвардс